# مايو سميث
مايو سميث (بالإنجليزية: Mayo Smith)‏ هو لاعب كرة قاعدة أمريكي، ولد في 17 يناير 1915 في نيو لندن في الولايات المتحدة، وتوفي في 24 نوفمبر 1977 في بوينتون في الولايات المتحدة.

## روابط خارجية
- مايو سميث على موقع دوري كرة القاعدة الرئيسي (الإنجليزية)
- مايو سميث على موقعبيزبول رفرنس.كوم (الدوري الرئيسي) (الإنجليزية)
- مايو سميث على موقعبيزبول رفرنس.كوم (الدوري الثانوي) (الإنجليزية)
- مايو سميث على موقع إي إس بي إن.كوم (أم.أل.بي) (الإنجليزية)
- مايو سميث على موقع مشجعي الرسوم البيانية (الإنجليزية)